# Manu Disabato
Emmanuel (Manu) Disabato (Frameries, 11 mei 1978) is een Belgisch politicus voor Ecolo.

## Levensloop
Manu Disabato, zoon van Italiaanse immigranten, interesseerde zich al zeer jong in de politiek. In 1999 werd hij lid van Ecolo en in 2000 was hij tevergeefs kandidaat bij de gemeenteraadsverkiezingen in Saint-Ghislain.
Na het behalen van zijn graduaat in de communicatie aan de hogeschool IPSMa was hij van 2002 tot 2003 medewerker op het kabinet van minister Isabelle Durant en in 2004 werd hij persattaché van de Ecolo-fractie in het Waals Parlement. Tevens was hij 2004 tot 2009 politiek secretaris van de Ecolo-afdeling van de provincie Henegouwen. Sinds oktober 2006 is Disabato voor Ecolo gemeenteraadslid van Frameries.
Als campagnedirecteur van Ecolo bij de federale verkiezingen van 2007 groeide Disabato's invloed binnen de partij en in 2009 was hij Ecolo-lijsttrekker in het arrondissement Bergen voor het Waals Parlement en het Parlement van de Franse Gemeenschap. Hij werd verkozen met meer dan 2000 stemmen en was hiermee een van de jongste leden van beide parlementen. Als Waals Parlementslid bekommerde hij zich vooral om de sociaal-economische situatie van zijn regio en opende hij een debat over de instelling van sociale en milieuclausules in openbare aanbestedingsprocedures. Van 2010 tot 2014 was hij eveneens plaatsvervangend lid van de Belgische delegatie van het Comité van de Regio's.
Nadat Waals parlementsvoorzitter Emily Hoyos in 2012 partijvoorzitster van Ecolo werd en stopte met haar mandaat van parlementsvoorzitter, besloot Disabato zich kandidaat te stellen voor deze functie. Hij kreeg concurrentie van zijn partijgenoot Patrick Dupriez. Kort nadien stapte Ecolo-fractieleider in het Waals Parlement Bernard Wesphael echter op en verliet hij de partij. Disabato besloot zijn kandidatuur van parlementsvoorzitter hierdoor op te geven en werd Ecolo-fractieleider, wat hij bleef tot aan de verkiezingen van 2014.
Bij de verkiezingen van 2014 kende Ecolo een zeer zware nederlaag. Disabato verloor bijgevolg zijn zetel en hoopte dat zijn partij hem zou coöpteren in de Senaat. Dit was echter niet het geval, waardoor zijn parlementaire loopbaan voorlopig ten einde kwam.
Na zijn parlementaire loopbaan werkte Disabato van 2014 tot 2015 als expert op de politieke cel van Ecolo, waar hij zich bezighield met onderwerpen als werkgelegenheid, economie en lokale ontwikkeling. Ook werd hij actief als consultant en werd hij in 2017 opleidingscoach bij de vzw FeBI, die zich bezighoudt met ouderenzorg. Van 2018 tot 2019 was Disabato kabinetschef van Xavier Desgain, schepen van Charleroi.
Bij de verkiezingen van juni 2019 werd hij opnieuw verkozen als Waals Parlementslid en volksvertegenwoordiger van de Franse Gemeenschap, mandaten die hij uitoefende tot in 2024. Van 2019 tot 2022 was Disabato ondervoorzitter van het Waals Parlement en vanaf 2020 was hij lid van de Belgische delegatie van het Europees Comité van de Regio's. In 2022 kwam het Waals Parlement onder vuur te liggen wegens financieel wanbeheer en buitensporige uitgaven, waar het bureau, waarvan Disabato als ondervoorzitter deel uitmaakte, zonder kritische vragen mee instemde. Onder druk van de meerderheidspartijen namen de bureauleden hierdoor allemaal ontslag.
Disabato was eerste opvolger op de Henegouwse Ecolo-lijst voor de federale verkiezingen van juni 2024.